# Vimodrone
Vimodrone – miejscowość i gmina we Włoszech, w regionie Lombardia, w prowincji Mediolan.
Według danych na rok 2004 gminę zamieszkiwało 13 839 osób, 3459,8 os./km².